# Festuca idahoensis
Festuca idahoensis är en gräsart som beskrevs av Adolph Daniel Edward Elmer. Festuca idahoensis ingår i släktet svinglar, och familjen gräs. Inga underarter finns listade i Catalogue of Life.

## Bildgalleri

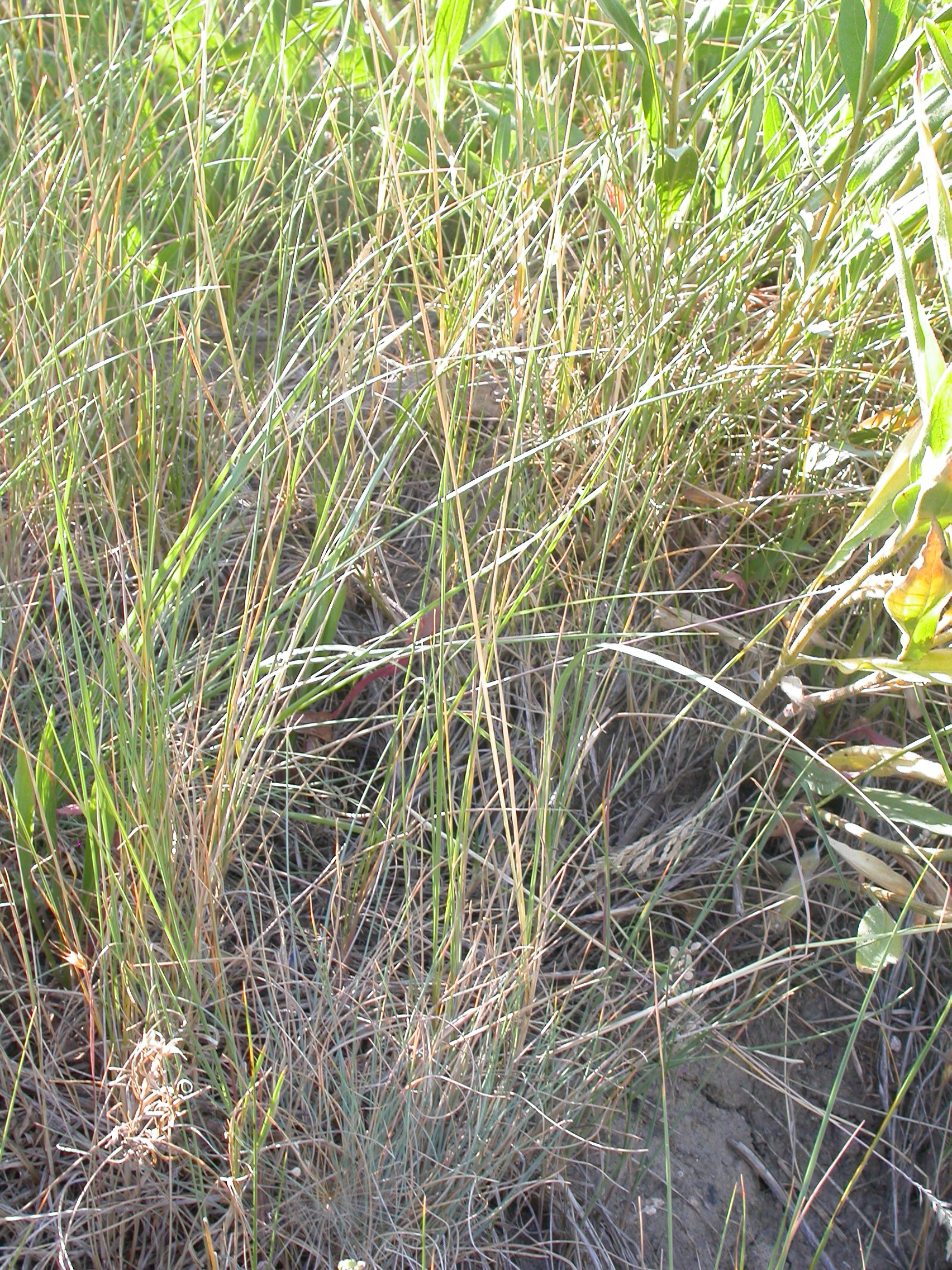
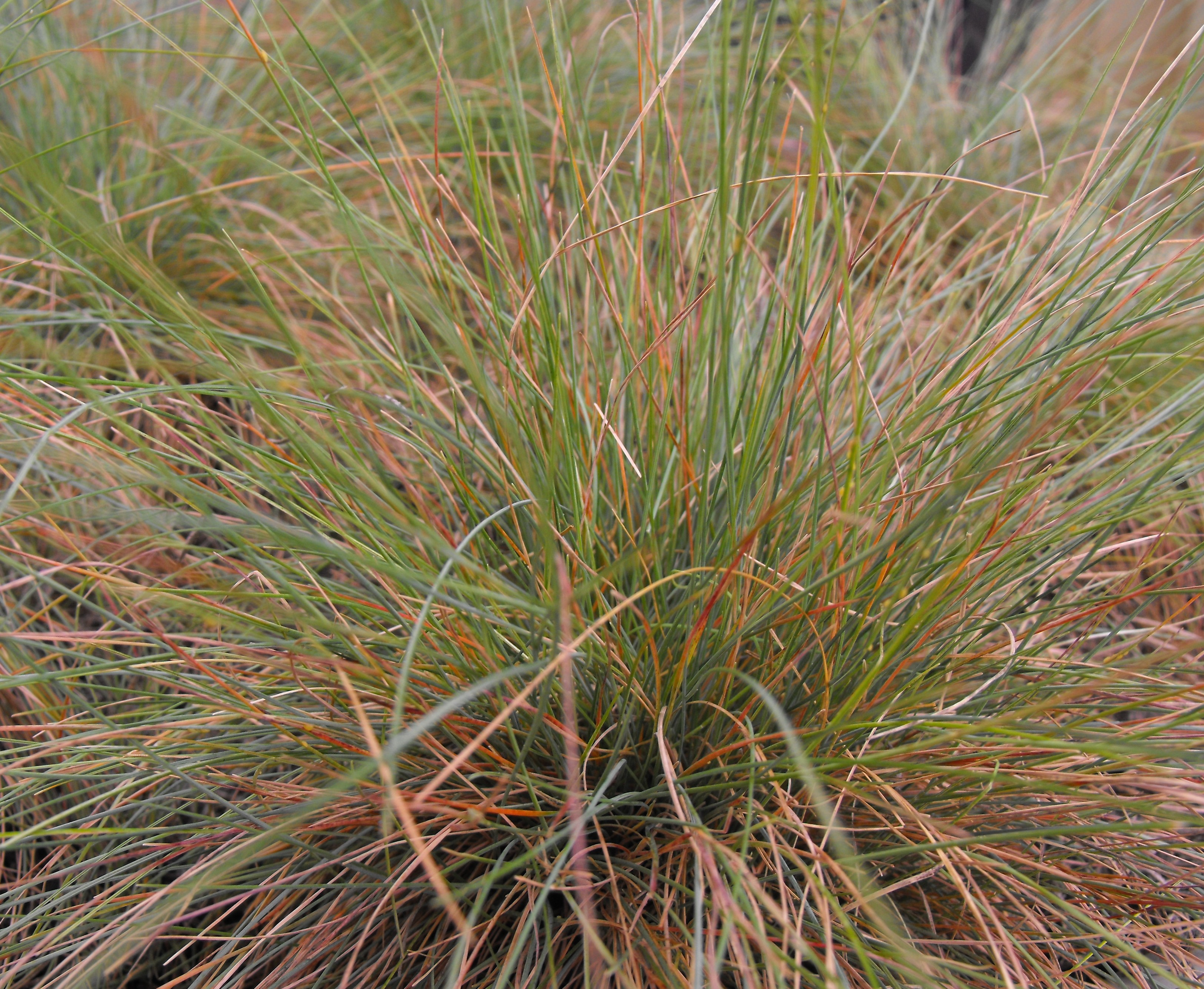
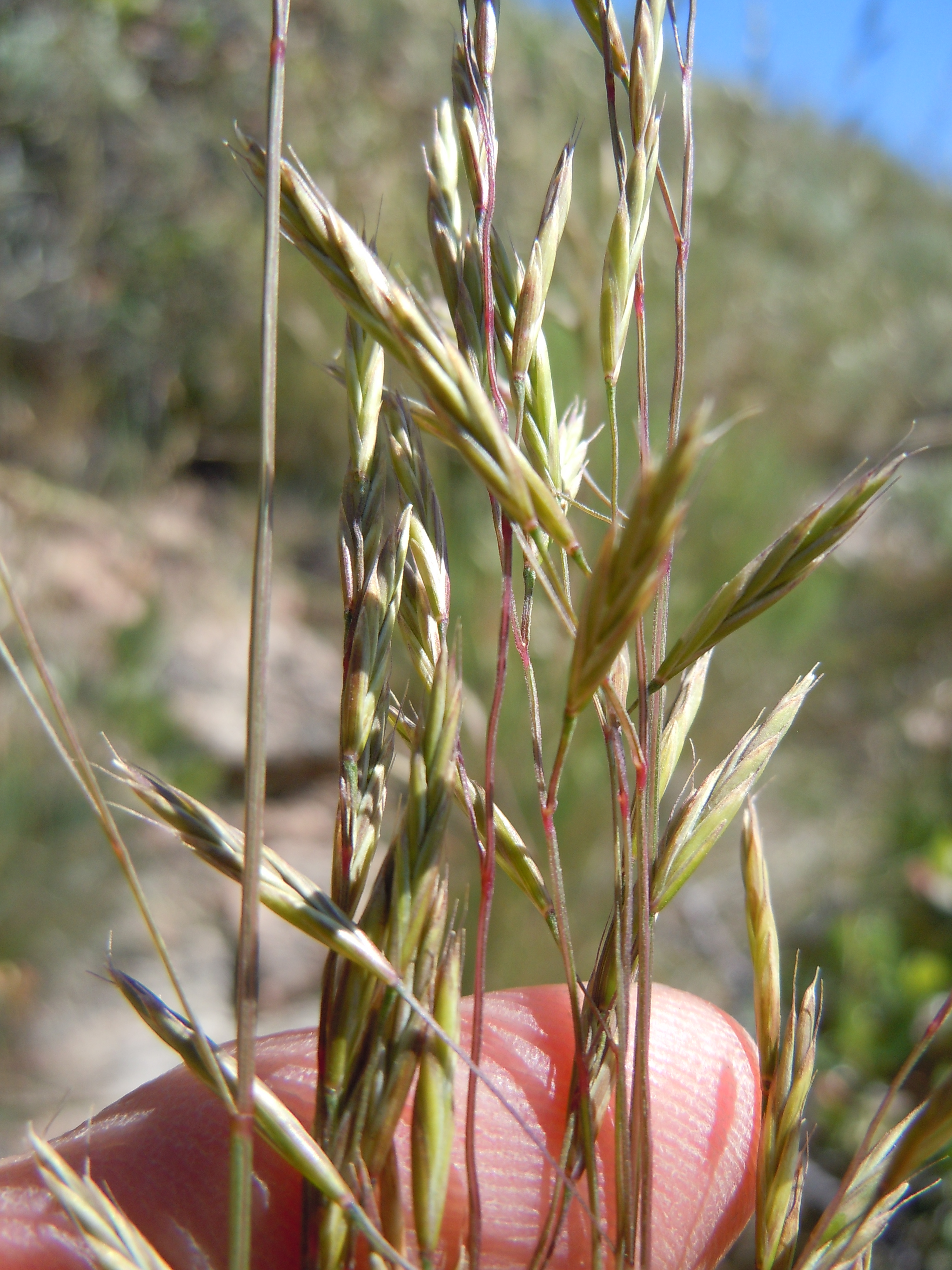
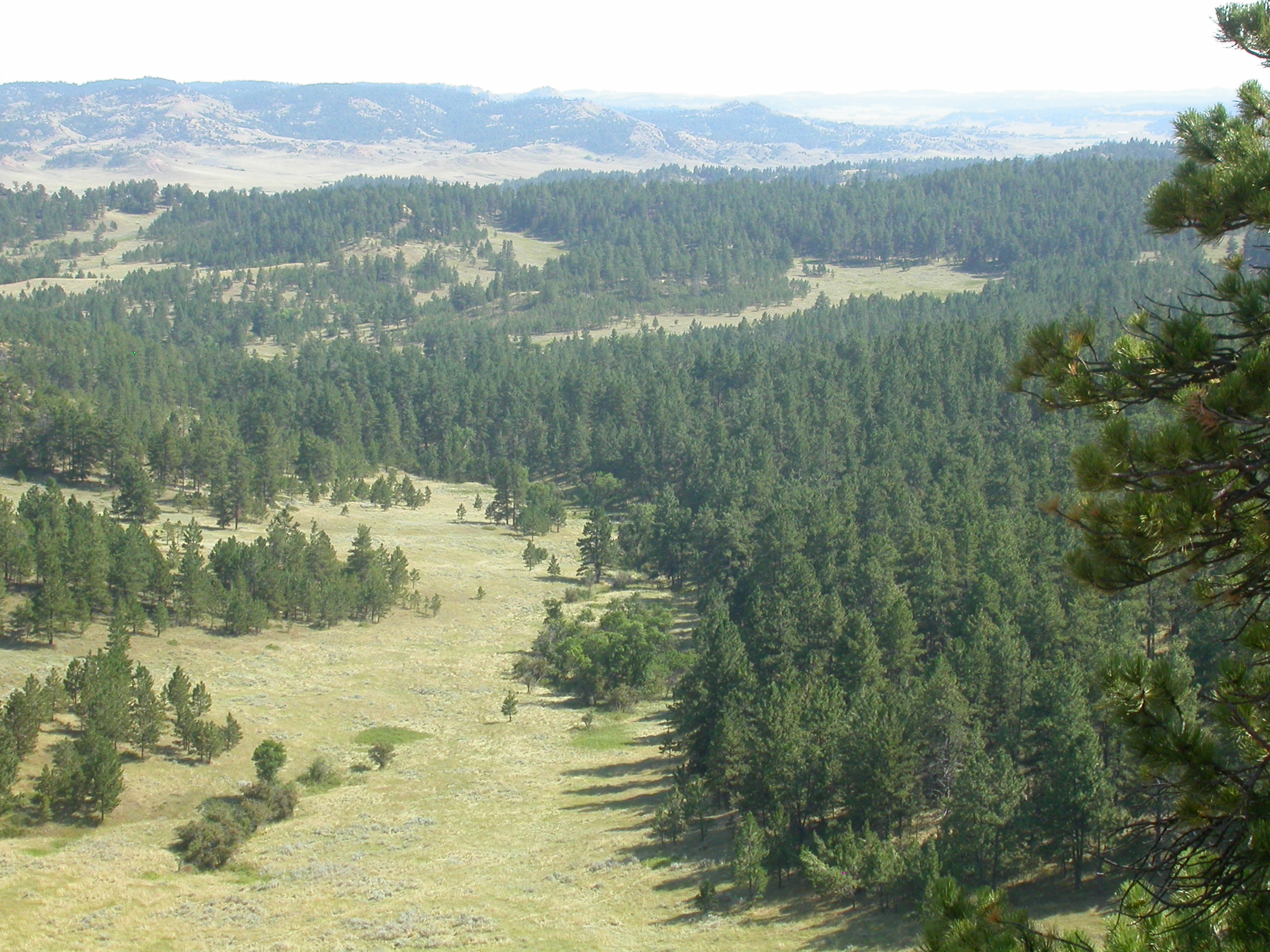